# 진도공용터미널
진도공용터미널은 전라남도 진도군 진도읍 남문길 5 (남동리 843-6)에 위치한 버스터미널이다. 고속버스 전산망상의 터미널 번호는 590이다. 1972년 3월 2일에 여객터미널 면허를 취득하여 운영하기 시작했다.

## 운행 노선

### 고속버스
- 2018년 8월 24일 목포 경유 인천행 노선이 신설되었다.
- 2019년 10월 18일 목포 경유 안산 & 부천행 노선이 신설되었다.

| 운행 노선       | 운행업체          | 운행구간 | 운행구간 | 운행구간 | 경유지                | 배차 간격 | 시간표       |
| --------------- | ----------------- | -------- | -------- | -------- | --------------------- | --------- | ------------ |
| 진도 ↔ 서울호남 | 금호고속          | 진도     | ↔        | 서울호남 | 정안알밤휴게소 (우등) | 2회       | 09:30, 16:00 |
| 진도 ↔ 서울호남 | 금호고속          | 진도     | ↔        | 서울호남 | 남악, 무안 (일반)     | 2회       | 08:10, 15:00 |
| 진도 ↔ 인천     | 금호고속 삼화고속 | 진도     | ↔        | 인천     | 목포                  | 2회       | 08:30, 14:10 |

### 시외버스
| 운행 노선       | 운행업체          | 운행구간 | 운행구간 | 운행구간 | 경유지                                                                   | 배차 간격 | 시간표                                          |
| --------------- | ----------------- | -------- | -------- | -------- | ------------------------------------------------------------------------ | --------- | ----------------------------------------------- |
| 진도 ↔ 광주     | 금호고속          | 진도     | ↔        | 광주     | 녹진, 우수영, 목포                                                       | 40~60분   | 첫차:07:10(진도 기준) 막차:19:25(진도 기준)     |
| 진도 ↔ 광주     | 금호고속          | 진도     | ↔        | 광주     | 녹진, 우수영, 삼호, 목포                                                 | 5회       | 09:00, 11:05, 14:40, 16:05, 17:20               |
| 진도 ↔ 광주     | 금호고속          | 진도     | ↔        | 광주     | 녹진, 우수영, 옥동, 남리, 해남, 성전, 영암, 신북, 영산포, 나주, 진월동   | 7회       | 06:15, 07:10, 10:50, 14:20, 17:40, 19:10, 20:00 |
| 진도 ↔ 동서울   | 금호고속 대원고속 | 진도     | ↔        | 동서울   | 무안, 영광                                                               | 2회       | 09:25, 16:20                                    |
| 진도 ↔ 목포     | 금호고속          | 진도     | ↔        | 목포     | 녹진, 우수영                                                             | 35~50분   | 첫차:06:30(진도 기준) 막차:20:20(진도 기준)     |
| 진도 ↔ 목포     | 금호고속          | 진도     | ↔        | 목포     | 녹진, 우수영, 삼호                                                       | 3회       | 10:30, 14:40, 18:00                             |
| 진도 ↔ 부산서부 | 금호고속          | 진도     | ↔        | 부산서부 | 녹진, 우수영, 옥동, 남리, 해남, 완도                                     | 40~60분   | 첫차:07:10(진도 기준) 막차:19:25(진도 기준)     |
| 진도 ↔ 순천     | 금호고속          | 진도     | ↔        | 순천     | 녹진, 우수영, 옥동, 남리, 해남, 강진, 장흥, 배산, 보성, 예당, 조성, 벌교 | 2회       | 08:25, 12:55                                    |
| 진도 ↔ 완도     | 금호고속          | 진도     | ↔        | 완도     | 녹진, 우수영, 옥동, 남리, 해남                                           | 30~90분   | 첫차:06:15(진도 기준) 막차:20:00(진도 기준)     |
| 진도 ↔ 해남     | 금호고속          | 진도     | ↔        | 해남     | 녹진, 우수영, 옥동, 남리                                                 | 30~90분   | 첫차:06:15(진도 기준) 막차:20:00(진도 기준)     |

### 농어촌버스
- 진도군의 농어촌버스 시간표 보관됨 2014-11-01 - 웨이백 머신

## 특이 사항
- 수도권으로 가는 시외버스의 경우 중간 경유지로 구성되어 있으나 횟수가 적은편이다.
- 일부 노선의 경우 직통과 직행이 공존하고 있다.
- 운수사의 경우 동서울행 대원고속(KD운송그룹) 소속 시외버스를 제외하고는 대부분의 시외버스 및 고속버스 노선은 전부 금호고속이 담당하고 있다.